# Giuseppe Della Valle
Giuseppe Della Valle (25. listopad 1899, Bologna, Italské království – 26. listopad 1975) byl italský fotbalový útočník.
Celou svou kariéru strávil v klubu Bologna. Již v roce 1916 nastoupil prvně do zápasu. Později s Schiavem vytvořil dvojici výjimečných útočníků, což klubu umožnilo v sezonách 1920/21 až 1928/29 dosáhnout pěti finále Lega Nord a vyhrát dva tituly (1924/25, 1928/29). Celkem odehrál 12 sezon a kariéru ukončil v roce 1931.
Za reprezentaci odehrál 17 utkání. První utkání bylo 1. ledna 1923 proti Německu (3:1). Hrál i na OH 1924, kde vstřelil dvě branky.

## Hráčská statistika
| Sezóna  | Klub    | Liga         | Liga   | Liga | Ligové poháry | Ligové poháry | Ligové poháry | Kontinentální poháry | Kontinentální poháry | Kontinentální poháry | Celkem | Celkem |
| Sezóna  | Klub    | Soutěž       | Zápasy | Góly | Soutěž        | Zápasy        | Góly          | Soutěž               | Zápasy               | Góly                 | Zápasy | Góly   |
| ------- | ------- | ------------ | ------ | ---- | ------------- | ------------- | ------------- | -------------------- | -------------------- | -------------------- | ------ | ------ |
| 1919/20 | Bologna | 1. Kategorie | 11     | 2    | -             | 0             | 0             | -                    | 0                    | 0                    | 11     | 2      |
| 1920/21 | Bologna | 1. Kategorie | 17     | 4    | -             | 0             | 0             | -                    | 0                    | 0                    | 17     | 4      |
| 1921/22 | Bologna | 1. Kategorie | 6      | 8    | -             | 0             | 0             | -                    | 0                    | 0                    | 6      | 8      |
| 1922/23 | Bologna | 1. Divize    | 17     | 15   | -             | 0             | 0             | -                    | 0                    | 0                    | 17     | 15     |
| 1923/24 | Bologna | 1. Divize    | 22     | 8    | -             | 0             | 0             | -                    | 0                    | 0                    | 22     | 8      |
| 1924/25 | Bologna | 1. Divize    | 31     | 17   | -             | 0             | 0             | -                    | 0                    | 0                    | 31     | 17     |
| 1925/26 | Bologna | 1. Divize    | 22     | 14   | -             | 0             | 0             | -                    | 0                    | 0                    | 22     | 14     |
| 1926/27 | Bologna | 1. Divize    | 23     | 12   | -             | 0             | 0             | -                    | 0                    | 0                    | 23     | 12     |
| 1927/28 | Bologna | 1. Divize    | 9      | 0    | -             | 0             | 0             | -                    | 0                    | 0                    | 9      | 0      |
| 1928/29 | Bologna | 1. Divize    | 19     | 8    | -             | 0             | 0             | -                    | 0                    | 0                    | 19     | 8      |
| 1929/30 | Bologna | Serie A      | 23     | 7    | -             | 0             | 0             | -                    | 0                    | 0                    | 23     | 7      |
| 1930/31 | Bologna | Serie A      | 14     | 6    | -             | 0             | 0             | -                    | 0                    | 0                    | 14     | 6      |
| Celkově | Celkově | Celkově      | 214    | 101  | -             | ?             | ?             | -                    | 0                    | 0                    | 214    | 101    |

## Hráčské úspěchy

### Klubové
- 2× vítěz italské ligy (1924/25, 1928/29)

### Reprezentační
- 1x na OH (1924)